# Chakra

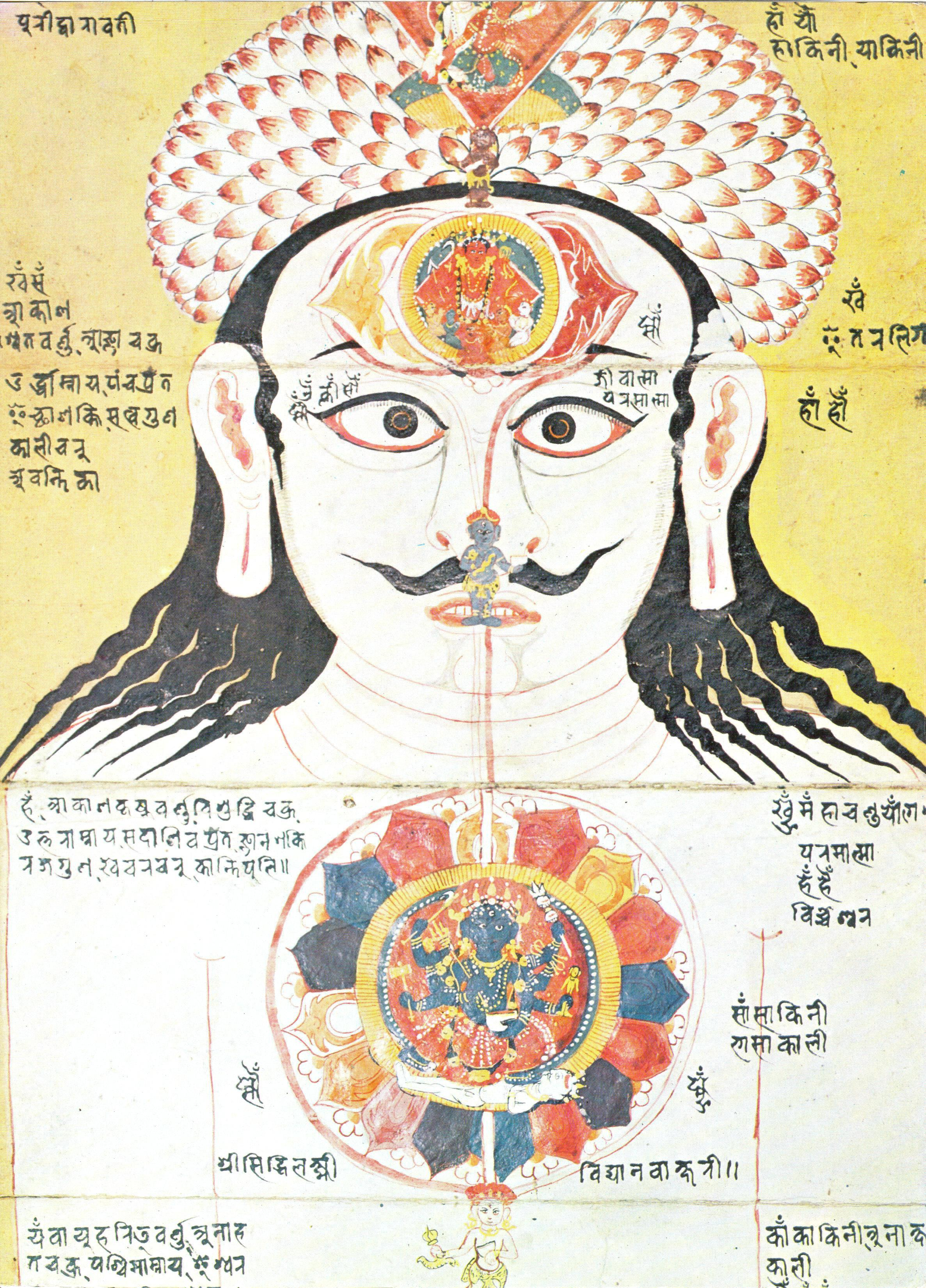
Luân xa vương miện, hình vẽ tại Nepal, thế kỷ 17

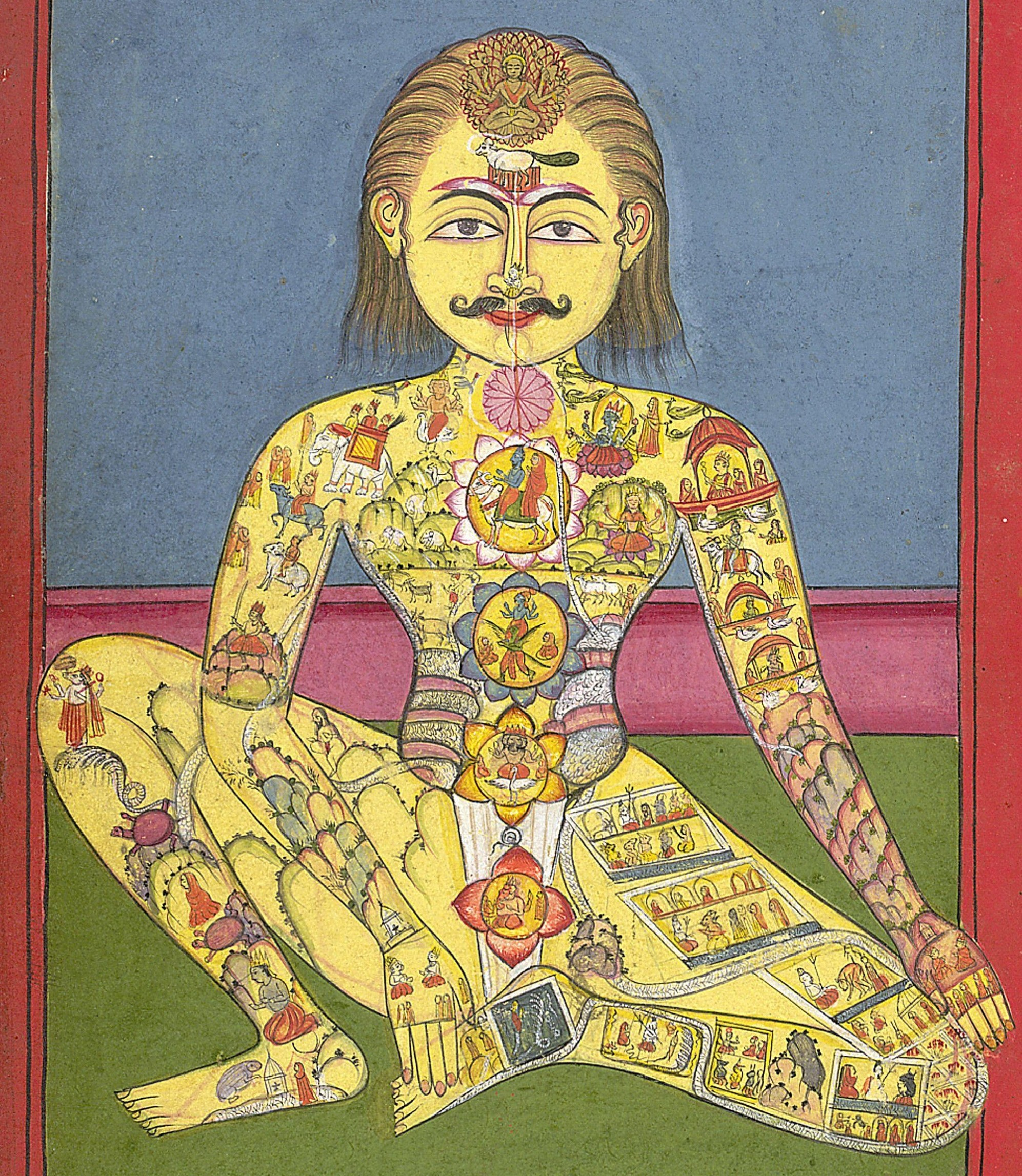
Sapta Chakra, một bản thảo năm 1899 (ở trên) minh họa (các) sự tương ứng bí truyền giữa năng lượng vi tế và tâm sinh lý Tây Tạng.

Chakra (Devanagari: चक्र, tiếng Việt: Luân xa) được cho là trung tâm của năng lượng tâm linh hay/và sinh lý ẩn trong cơ thể con người, theo truyền thống bí truyền của Ấn Độ giáo và các tôn giáo Ấn Độ.
Khái niệm này được tìm thấy trong các truyền thống ban đầu của Ấn Độ giáo. Niềm tin khác nhau giữa các tôn giáo Ấn Độ, với nhiều văn bản Phật giáo liên tục đề cập đến năm luân xa, trong khi các nguồn của Ấn Độ giáo đưa ra sáu hoặc thậm chí bảy. Các văn bản tiếng Phạn ban đầu nói về chúng như những hình dung thiền định kết hợp hoa và thần chú và như những thực thể vật chất trong cơ thể. Trong yoga Kundalini, các kỹ thuật của hơi thở cuộc tập trận, trực quan, mudras, bandhas, kriyas, và thần chú đang tập trung vào thao tác dòng chảy của năng lượng tinh tế thông qua các luân xa.
Hệ thống luân xa phương Tây hiện đại hình thành từ nhiều nguồn khác nhau, bắt đầu từ những năm 1880, tiếp theo là cuốn sách The Serpent Power năm 1919 của Sir John Woodroffe, và cuốn sách The Chakras năm 1927 của Charles W. Leadbeater, giới thiệu bảy sắc cầu vồng cho các luân xa. Các thuộc tính tâm lý và các thuộc tính khác, và một loạt các tương ứng được cho là với các hệ thống khác như giả kim thuật, chiêm tinh học, đá quý, vi lượng đồng căn, Kabbalah và Tarot đã được thêm vào sau đó.
Luân xa ở thể huyền ảo chứ không phải ở dạng vật chất, nếu không quán tưởng về tinh thần thì không khai thác được lợi ích gì từ nó. Kích thích ở luân xa thông thường để cải thiện khả năng cân bằng năng lượng lại, việc khai mở các nút thắt này sẽ giúp hành giả tu tập chỉ có ở mức cao cấp chứng đạt Giác ngộ.

## Muladhara
Muladhara hay còn gọi là luân xa Gốc liên quan đến bản năng, sự an toàn, sự sống còn và các tiềm năng cơ sở của con người. Luân xa 1 vận chuyển năng lượng của đất đến các luân xa cao hơn và giúp ta kết nối với đất ở thế giới vật chất này. Trung tâm này nằm ở vùng giữa cơ quan sinh dục và hậu môn, là cơ quan bí mật. Mặc dù không có cơ quan nội tiết nào nằm ở nơi đây, nó được nói là liên quan đến tuyến thượng thận ở bên trong (inner adrenal glands), gọi là adrenal medulla, chịu trách nhiệm chống trả khi sự sinh tồn bị đe dọa. Trong khu vực này có một cơ điều khiển việc xuất tinh. Một sự song song được đưa ra giữa các tế bào tinh trùng và tế bào trứng, nơi mã di truyền nằm cuộn xoắn lại, và là nơi chứa kundalini. Ký hiệu bằng hoa sen với 4 cánh, nhuỵ là hình vuông bên trong có tam giác quay đầu nhọn xuống. Màu: đỏ
Bảng sau đây liệt kê một số tính chất liên hệ với mỗi luân xa:
| Luân xa                                           | Màu sắc                                              | Chức năng chính                                           | Liên hệ với Phần tử     | Ký hiệu |
| ------------------------------------------------- | ---------------------------------------------------- | --------------------------------------------------------- | ----------------------- | ------- |
| Vương miện (just above the head) sahasrāra, सहस्रार | trắng hay tím; có thể mang màu của luân xa vượt trội | bản chất của vạn sự                                       | không gian / ý nghĩ / ∞ |         |
| Con mắt thứ ba ājñā, आज्ञा                          | chàm                                                 | trực giác, thần giao cách cảm, năng lực tâm linh          | ánh sáng / phương hướng |         |
| Cổ họng viśuddha, विशुद्ध                            | xanh da trời                                         | lời nói, tự thể hiện bản thân                             | cuộc sống / âm thanh    |         |
| Tim/Phổi anāhata, अनाहत                            | xanh                                                 | tận tụy, tình yêu vô hạn không phân biệt, hàn gắn         | gió/không khí           |         |
| Búi mặt trời, đám rối dương maṇipūra, मणिपूर        | vàng                                                 | chức năng tâm lý, sức mạnh, điều khiển, tự chủ, sự nghiệp | lửa                     |         |
| Xương cùng svādhiṣṭhāna, स्वाधिष्ठान                   | cam (màu)                                            | tịnh hóa năng lượng tình dục và tham sân si, sự lắng đọng | nước                    |         |
| Gốc mūlādhāra, मूलाधार                               | đỏ hoặc đỏ san hô                                    | bản năng, sinh tồn, sự an toàn                            | đất                     |         |